# F-Droid
F-Droid는 구글 플레이 스토어와 비슷한 기능을 담당하는 안드로이드용 앱 스토어이자 소프트웨어 저장소이다. 이 프로젝트가 호스팅하는 주요 저장소는 자유-오픈 소스 앱들만 포함한다. F-Droid 웹사이트나 클라이언트 앱을 통해 계정 등록 없이 애플리케이션의 검색, 다운로드, 설치가 가능하다. 광고, 사용자 추적, 비자유 소프트웨어의 의존성 등 "Anti-Features"가 앱 설명에 표기된다.
웹사이트는 또한 호스팅을 하는 애플리케이션들의 소스 코드, 그리고 F-Droid 서버를 구동하는 소프트웨어를 제공하고 있어서 누구든지 자체 앱 저장소의 구축을 가능케 하고 있다.

## 같이 보기
- 디지털 배급
- 모바일 앱
- 시냅틱 패키지 관리자